# Milica Mijatović
Milica Mijatović (Lazarevac, 26 giugno 1991) è una calciatrice serba, centrocampista del FOMGET e della nazionale serba.

## Carriera

### Club
Mijatović cresce con la famiglia a Lazarevac, alla periferia di Belgrado, all'epoca ancora capitale della Jugoslavia, iniziando qui l'attività agonistica piuttosto tardi rispetto ad altre coetanee, all'età di 11 anni, dopo essere stata notata a scuola, e vestendo fino al 2010 la maglia del club locale LASK.
Nell'estate 2010 si trasferisce alle campionesse di Bosnia ed Erzegovina del SFK 2000 per la prima delle sue numerose esperienze all'estero, dove rimane una sola stagione e contribuisce alla conquista dei suoi primi trofei vincendo sia campionato che coppa.
L'estate successiva fa ritorno in patria, siglando un accordo con la neocostituita sezione femminile della Stella Rossa, creata dall'assorbimento del LASK, per giocare in Superliga e, indossando la fascia di capitano condividendo con le compagne un campionato di vertice che verrà concluso al 2º posto dietro lo Spartak Subotica.
Tuttavia ad agosto 2012 Mijatović già indossa la maglia del BIIK Kazygurt, club kazako con il quale, grazie alla conquista del campionato 2011, ha accesso alla stagione 2012-2013 della UEFA Women's Champions League, dando così l'occasione alla calciatrice serba di fare il suo debutto nel torneo UEFA per club l'11 agosto, nel primo dei tre incontri del turno preliminare di qualificazione, dove la sua squadra vince per 3-0 il confronto con le campionesse estoni del Pärnu. Mijatović scende in campo in tutte le cinque partite disputate della sua squadra fino ai sedicesimi di finale, quando le norvegesi del Røa le eliminano dal torneo. Con la società di Şımkent gioca tre stagioni ottenendo tre double consecutivi campionato-coppa, tornando a calcare i terreni di gioco della Champions League femminile nella stagione 2014-2015 dove, mutati lievemente i termini del regolamento, il BIIK Kazygurt accede direttamente alla fase ad eliminazione diretta. La serba gioca entrambi gli incontri dei sedicesimi di finale con le tedesche del 1. FFC Francoforte subendo la superiorità tecnica delle avversarie che le eliminano subito dal torneo.
Terminata l'esperienza con il club kazako fa ritorno in patria accasandosi nuovamente con la Stella Rossa, contribuendo a far raggiungere alla sua squadra il 3º posto in classifica nel campionato 2015-2016. Dopo aver iniziato la stagione con la maglia della Stella Rossa, durante la sessione invernale di calciomercato coglie l'opportunità per la sua seconda esperienza all'estero, firmando un accordo con le francesi dell'ASPTT Albi alla ricerca di attaccanti per evitare il pericolo di retrocessione. L'apporto della coppia d'attacco Mijatović e Pilar Khoury riesce a dare subito i frutti sperati anche se l'apporto realizzativo della serba si limita all'unica rete nei sedicesimi di finale di Coppa di Francia, al suo esordio con la maglia del club francese, nell'incontro perso 2-1 con il Rodez, e quello che alla 15ª giornata di campionato fissa il risultato sull'1-0 in trasferta con il Saint-Étienne. Rimasta in Francia anche la stagione successiva, dopo aver contribuito alla salvezza delle giallorosse che avevano chiuso il campionato di Division 1 Féminine al 9º posto, la squadra non riesce a ripetersi, chiudendo il campionato 2017-2018 all'11º e penultimo posto in classifica con conseguente retrocessione in Division 2.
Libera da vincoli contrattuali, in estate Mijatović firma un contratto con l'Hammarby, club svedese, per disputare la seconda parte della stagione 2018, debuttando in Damallsvenskan alla 12ª giornata di campionato, nell'incontro casalingo vinto 2-0 sul IFK Kalmar e giocando tutti gli altri incontri sino alla fine della stagione, maturando 11 presenze e siglando il suo primo gol "svedese" il 16 settembre, alla 17ª giornata, quello che ribalta il risultato nella trasferta poi vinta 3-1 con il Limhamn Bunkeflo.
Nel 2019 si trasferisce ancora una volta in un nuovo stato, scegliendo di sottoscrivere un accordo con l'Arna-Bjørnar per giocare per la prima volta nel campionato norvegese. A disposizione del tecnico Remi Natvik, viene utilizzata fin dalla 1ª giornata di campionato, facendo il suo esordio in Toppserien il 24 marzo nel pareggio esterno a reti inviolate con il Trondheims-Ørn, e siglando la sua prima rete la giornata successiva, aprendo le marcature nel pareggio casalingo per 1-1 con il Lyn. Rimasta in organico per tutta la stagione matura 21 presenze con 7 reti, contribuendo a far disputare la sua squadra un campionato di media classifica, ottenendo al termine un 7º posto e un'agevole salvezza, e una buona prestazione in Coppa di Norvegia, raggiungendo le semifinali e venendo eliminata dal Vålerenga dopo aver perso l’incontro 4-1.
A campionato finito Mijatović decide di contemplare nella sua esperienza professionale un nuovo campionato, quello australiano, firmando un contratto con il Melbourne City prima dell'inizio della stagione 2019-2020 della W-League dove, segnando 7 gol, è stata una giocatrice fondamentale nella scalata alla classifica del campionato, con la squadra che ha prima terminato la stagione regolare da imbattuta e poi conquista il titolo di campione di Australia nella poule scudetto.
Nel settembre 2020, Mijatović si unisce all'Apollōn Lemesou con un contratto a breve termine per giocare 2 partite in UEFA Champions League. Con la squadra cipriota disputa due incontri delle fasi preliminari della stagione 2020-2021, scendendo in campo da titolare sia nella vittorie per 3-0 con le gallesi dello Swansea City al primo turno di qualificazione, sia nel turno successivo dove la sue squadra perde 2-1 lo scontro diretto con le polacche del Górnik Łęczna venendo così eliminate dal torneo.
Libera da vincoli contrattuali a fine gennaio 2021 sottoscrive un contratto con il neofondato Häcken, creato come sezione femminile sulle ceneri del Kopparbergs/Göteborg, per vestire la maglia del club firmato un contratto fino all'estate del 2022. Condivide con le compagne il successo in Coppa di Svezia, che vede la squadra aggiudicarsi l'edizione 2020-2021 e aggiungere il trofeo ai tre del Kopparbergs/Göteborg, e a fare un campionato di vertice, chiuso al secondo posto dietro al Rosengård, a 10 punti dalle avversarie, risultato che le garantisce l'accesso all'edizione 2022-2023. A disposizione del tecnico Mats Gren, Mijatović fa il suo ritorno in Damallsvenskan già alla 1ª giornata di campionato, nell'incontro esterno vinto per 1-0 sulla sua ex squadra dell'Hammarby, giocando poi 19 altri incontri sino alla fine della stagione e siglando tre reti, tra cui una doppietta all'AIK. In quella stagione ha inoltre l'occasione di tornare a disputare la UEFA Women's Champions League, maturando 5 presenze nell'edizione 2021-2022 conclusa già alla fase a gironi.
Con l'esclusione della squadra dalla competizione UEFA le vengono a mancare le sufficienti motivazioni e chiede, ottenendola, la risoluzione del contratto con sei mesi d'anticipo, firmando qualche giorno più tardi un contratto con la Roma, per iniziare la sua quinta esperienza all'estero e raggiungendo la sua compagna di squadra, il difensore svedese Beata Kollmats, sotto la guida del tecnico Alessandro Spugna. Fa il suo debutto in Serie A il 5 marzo, alla 16ª giornata di campionato, nell'importante pareggio esterno per 1-1 con la Juventus, andando a rete quasi un mese più tardi con una doppietta al Verona nella pesante vittoria esterna per 7-1.
Durante la successiva sessione estiva di calciomercato la Fiorentina annuncia il trasferimento in maglia viola per la stagione entrante. Dopo due stagioni consecutive con la società viola, è passata a giocare in Turchia con il FOMGET.

### Nazionale

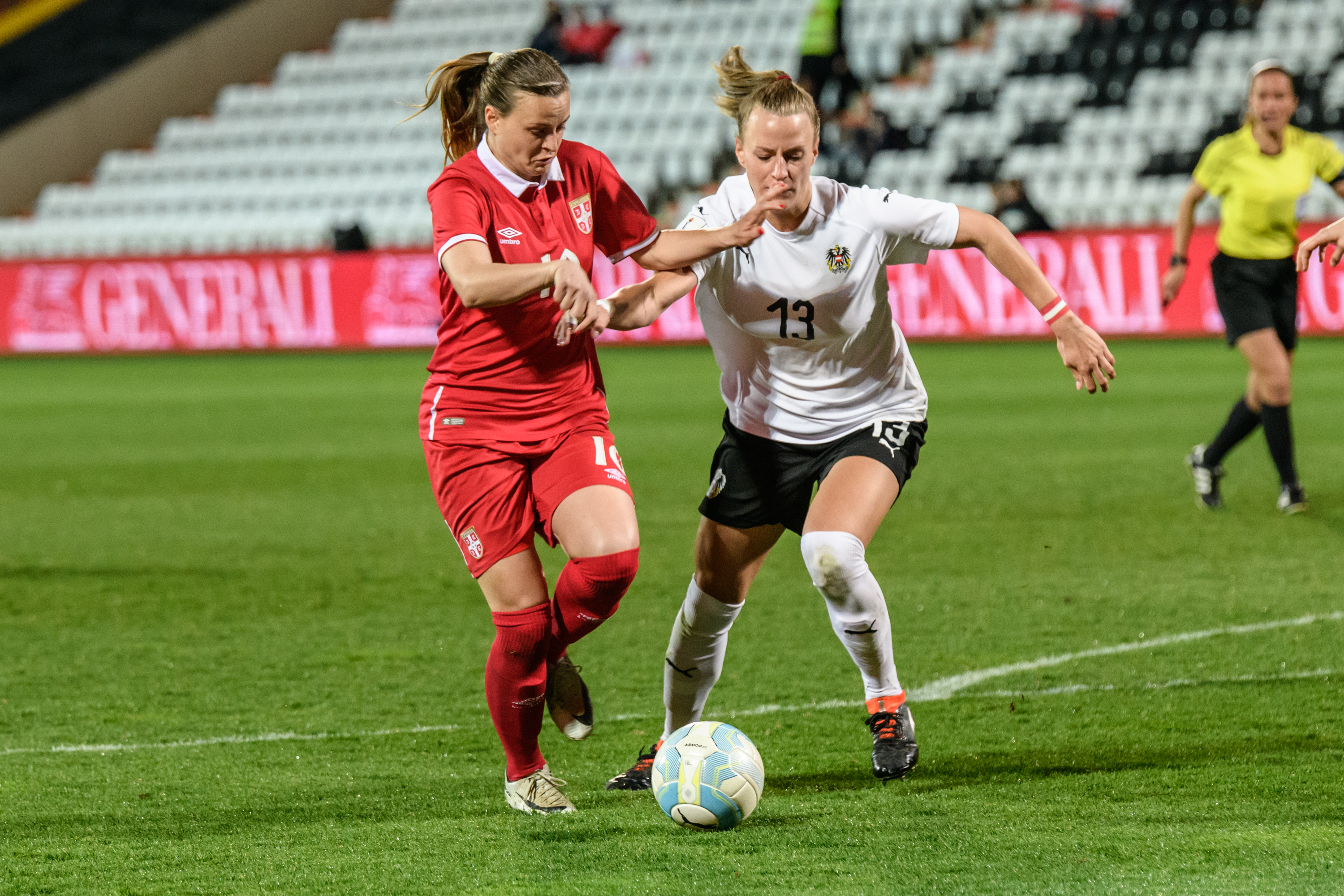
Mijatović in contrasto con Virginia Kirchberger nell'incontro Serbia vs del 5 aprile 2018, valido per le qualificazioni al Mondiale di Francia 2019.

Dopo essere stata inizialmente convocata dalla Federcalcio serba per indossare la maglia della formazione Under-19, grazie alle sue prestazioni in campionato già dal 2009 Mijatović è inserita in rosa nella nazionale maggiore, selezionata dal commissario tecnico Perica Krstić per vestire la maglia della Serbia impegnata nel gruppo 1 delle qualificazioni UEFA al Mondiale di Germania 2011, debuttando poco più che diciottenne il 21 novembre, nell'incontro perso 2-0 con la Francia rilevando Milica Stanković all'inizio del secondo tempo. Successivamente, chiamata dal nuovo CT Suzana Stanojević, dopo tre sporadiche apparizioni alle qualificazioni all'Europeo di Svezia 2013, disputa cinque dei dieci incontri nel gruppo 3 delle qualificazioni al Mondiale di Canada 2015. In seguito continua ad ottenere la fiducia dai CT che si susseguono sulla panchina della nazionale serba, Boris Arsić, dal settembre 2015 a giugno 2016, proseguendo con Goran Sretenović e Predrag Grozdanović nelle qualificazioni all'Europeo dei Paesi Bassi 2017, a quelle al Mondiale di Francia 2019 e le qualificazioni all'campionato europeo di Inghilterra 2022, senza mai riuscire ad accedere ad una fase finale. Attualmente disputa le qualificazioni al Mondiale di Australia e Nuova Zelanda 2023.

## Statistiche
Statistiche (parziali) aggiornate al 27 maggio 2024.

### Presenze e reti nei club
| Stagione          | Squadra           | Campionato        | Campionato | Campionato | Coppe nazionali | Coppe nazionali | Coppe nazionali | Coppe continentali | Coppe continentali | Coppe continentali | Altre coppe | Altre coppe | Altre coppe | Totale | Totale |
| Stagione          | Squadra           | Comp              | Pres       | Reti       | Comp            | Pres            | Reti            | Comp               | Pres               | Reti               | Comp        | Pres        | Reti        | Pres   | Reti   |
| ----------------- | ----------------- | ----------------- | ---------- | ---------- | --------------- | --------------- | --------------- | ------------------ | ------------------ | ------------------ | ----------- | ----------- | ----------- | ------ | ------ |
| 2020              | Häcken            | DS                | -          | -          | CS              | 4               | 0               |                    | -                  | -                  |             | -           | -           | 4      | 0      |
| 2021              | Häcken            | DS                | 20         | 3          | CS              | 1               | 0               | UWCL               | 5                  | 0                  |             | -           | -           | 26     | 3      |
| Totale Häcken     | Totale Häcken     | Totale Häcken     | 20         | 3          |                 | 5               | 0               |                    | 5                  | 0                  |             | -           | -           | 30     | 3      |
| 2021-2022         | Roma              | A                 | 7          | 3          | CI              | 3               | 0               | -                  | -                  | -                  | SI          | -           | -           | 10     | 3      |
| 2022-2023         | Fiorentina        | A                 | 23         | 5          | CI              | 2               | 1               |                    | -                  | -                  |             | -           | -           | 25     | 6      |
| 2023-2024         | Fiorentina        | A                 | 22         | 2          | CI              | 5               | 0               |                    | -                  | -                  |             | -           | -           | 27     | 2      |
| Totale Fiorentina | Totale Fiorentina | Totale Fiorentina | 45         | 7          |                 | 7               | 1               |                    | -                  | -                  |             | -           | -           | 52     | 8      |
| Totale carriera   | Totale carriera   | Totale carriera   | 72         | 13         |                 | 15              | 1               |                    | 5                  | 0                  |             | -           | -           | 92     | 14     |

## Palmarès

### Club
- Campionato bosniaco femminile: 1

SFK 2000: 2010-2011
- Campionato kazako femminile: 3

BIIK Kazygurt: 2013, 2014, 2015
- Campionato turco femminile: 1

FOMGET: 2024-2025
- Campionato australiano: 1

Melbourne City: 2019-2020
- Coppa di Bosnia ed Erzegovina femminile: 1

SFK 2000: 2010-2011
- Coppa del Kazakistan femminile: 4

BIIK Kazygurt: 2012, 2013, 2014, 2015
- Coppa di Svezia: 1

Häcken: 2020-2021
- Supercoppa del Kazakistan femminile: 1

BIIK Kazygurt: 2013